# Žďár (okres Rakovník)
Žďár (Duits: Schaar) is een Tsjechische gemeente in de regio Midden-Bohemen en maakt deel uit van het district Rakovník. Het dorp ligt op 4,5 km afstand van Jesenice en op 20 km afstand van de stad Rakovník.
Žďár telt 127 inwoners (2023).

## Geografie
De gemeente Žďár bestaat uit de volgende twee plaatsen:
- Žďár;
- Otěvěky.

## Geschiedenis
De eerste schriftelijke vermelding van het dorp (Zdiar) dateert van 1558.
Sinds 2003 is Žďár een zelfstandige gemeente binnen het district Rakovník.

## Bezienswaardigheden
- Sint-Maartenkapel op het dorpsplein;
- Standbeeld van Johannes van Nepomuk op het dorpsplein.

## Verkeer en vervoer

### Autowegen
De weg I/27 loopt door de gemeente en verbindt Žďár enerzijds met Pilsen en anderzijds met Most. De weg II/206 eindigt in het dorp en verbindt Žďár met Stvolny.

### Spoorlijnen
Er is geen station in (de buurt van) het dorp.

### Buslijnen
In het dorp halteren buslijnen met de volgende bestemmingen: Čistá, Jesenice, Kralovice, Most, Pilsen, Podbořany, Rakovník, Teplice, Ústí nad Labem en Žatec.

## Galerĳ

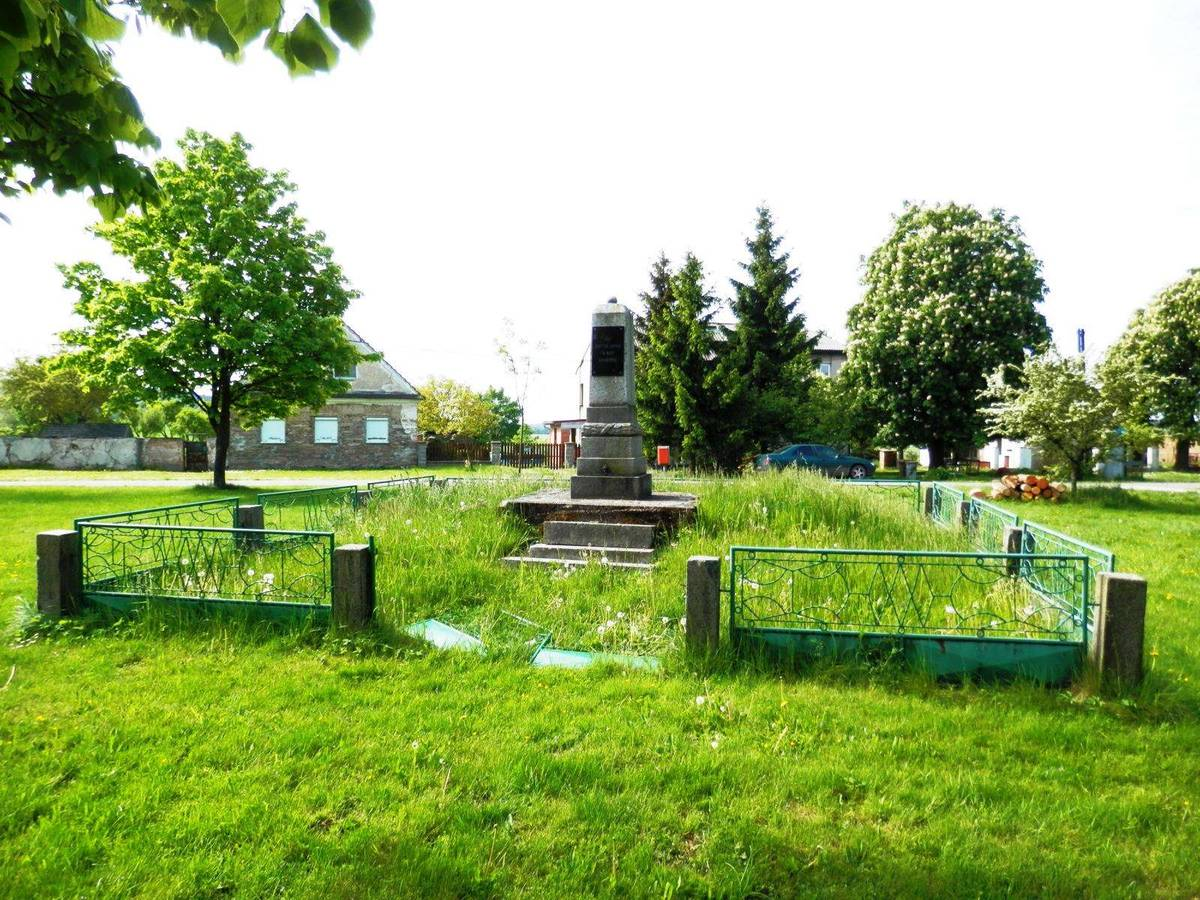
Oorlogsmonument in Žďár
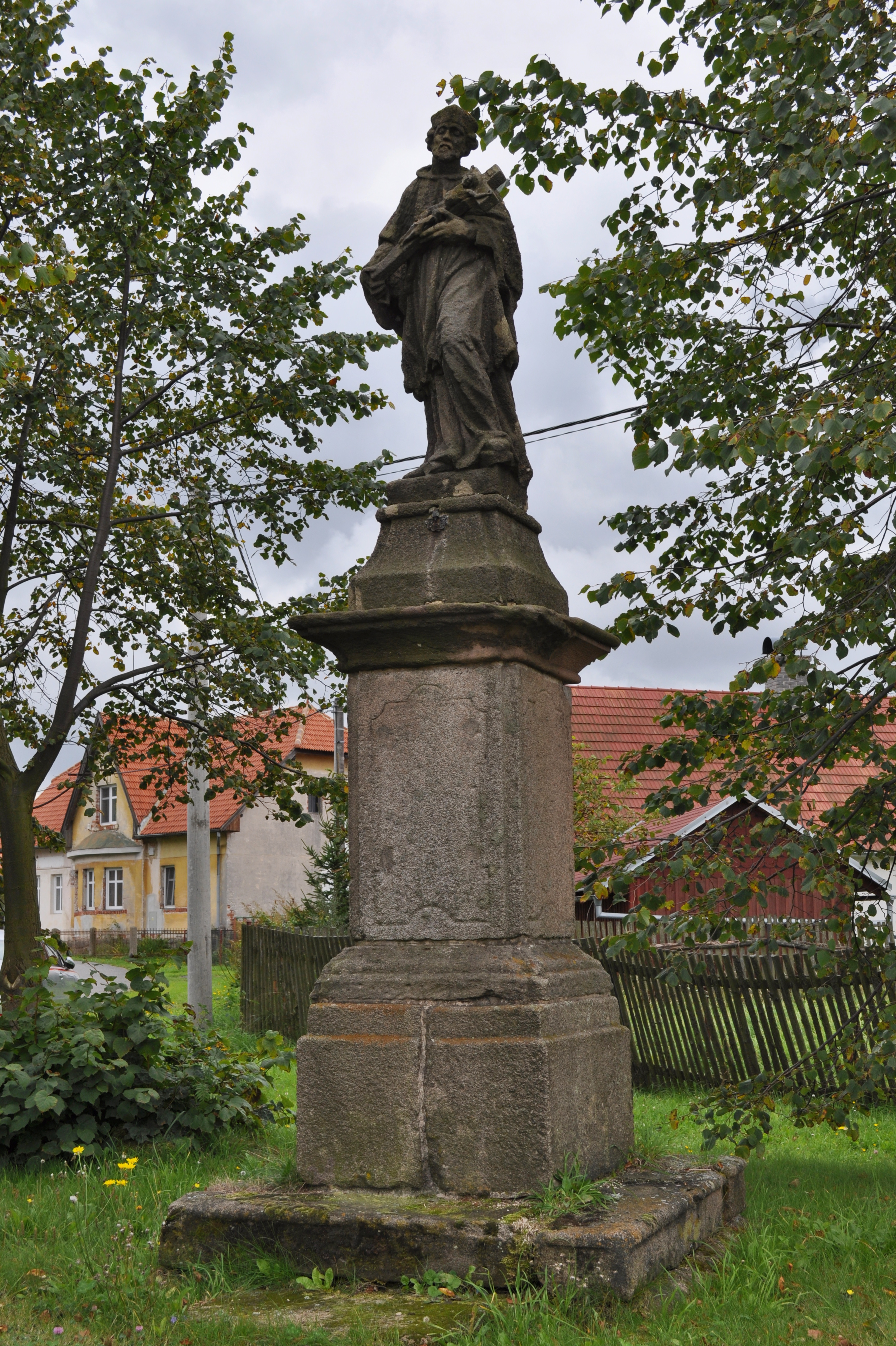
Standbeeld van Johannes van Nepomuk op het dorpsplein